# نور رافع
نور رافع ممثل سوري وهو ابن الفنان أحمد رافع وشقيق الفنان الراحل محمد رافع. قام بأدور مهمة، مثل في مسلسل طاحون الشر الجزء الثاني بدور منشار، وفي مسلسل حائرات قام بدور صبحي، وقام بدور ياسر في مسلسل فرقة ناجي عطا الله.

## أعماله
- حائرات بدور صبحي
- زمن البرغوت الجزء الثاني بدور سليم الخشاب
- حدث في دمشق
- فرقة ناجي عطا الله بدور ياسر
- طاحون الشر الجزءالثاني بدور منشار
- بعد السقوط

وغيرها